# گوژتسکو
گوژتسکو (به لاتین: Gorzycko) یک روستا در لهستان است که در گمینا مینزخود واقع شده‌است.